# الرحلة 2: الجزيرة الغامضة
الرحلة 2: الجزيرة الغامضة (بالإنجليزية: Journey 2: The Mysterious Island)‏ هو فيلم مغامرات وخيال علمي، من إخراج براد بيتن، الذي صدر في 15 فبراير 2012 في فرنسا. هذا هو الجزء الثاني لفيلم رحلة إلى مركز الأرض. هذه القصة هي أساسا مأخوذة من كتب جول فيرن للرحلات الخيالية.

## موجز القصة
شون أندرسون (جوش هوتشرسن) هو الصديق الصغير لوالدته إليزابيث أندرسون (كريستين ديفيز)،هانك بارسونز (دوين جونسون)،الذي مضي في مهمة للبحث عن جد شون، ألكسندر أندرسون (مايكل كين) الذي اختفى في الجزيرة الأسطورية.
وستقدم إليهم المساعدة في بحثهم من قبل كيلاني (فانيسا هادجنز) وغاباتو (لويس غوزمان).
سيذهبون إلى الجزيرة للعثور على نوتيلوس حتى لا يموتوا في المحيط، وهذه هي في الواقع جزيرة أتلانتس.. .

## خريطة للجزيرة
بفضل الخريطة المشفرة التي أرسلها الجد شون (جوش هوتشرسن)، ألكسندر أندرسون (مايكل كين) الذي أشار إلى كتب أخرى للجزر مثل جزيرة الكنز (روبرت لويس ستيفنسون) ورحلات جاليفار(جوناثان سويفت) وباستخدام كل هذه البطاقات من هؤلاء المؤلفين الثلاثة (جول فيرن، ستيفنسون، وسويفت) خلق خريطة واحدة تعرض الموقع المحدد للجزيرة (خطوط الطول والعرض).

## معلومات عامة
- العنوان الأصلي: الرحلة 2: الجزيرة الغامضة
- المدير: براد بايتون
- سيناريو: ريتشارد أوتين (مأخوذة من أعمال جول فيرن)
- شركات الإنتاج: والدن ميديا وكونترا فيلم
- النوع: عائلي، أكشن
- المدة: 94 دقيقة
- البلد: الولايات المتحدة-فرنسا
- الشكل: شكل ثلاثي الأبعاد

## توزيع الأدوار
- دوين جونسون:هانك بارسون
- جوش هوتشرسن:شون أندرسون
- فانيسا هادجنز:كيلاني
- كريستين دافيس:إليزابيث أندرسون
- مايكل كين:ألكسندر أندرسون
- لويس غوزمان:غاباتو

## اختلافات
رفض الممثل الرئيسي للفيلم الأول، برندان فريزر التمثيل في هذا الفيلم الجديد بدعوى انه لا يتفق مع تغيير المدير.
الممثلة أنيتا برايم التي لعبت دور الدليل هانا أسغيرسون في الجزء الأول، لم تقم به في هذا الجزء.
دور والدة شون، إليزابيث أندرسون قامت به كريستين دافيس في هذا الجزء، ولكن في الجزء الأول قامت به جاين والر.

## وصلات خارجية
- الرحلة 2: الجزيرة الغامضة على موقع IMDb (الإنجليزية)
- الرحلة 2: الجزيرة الغامضة على موقع ميتاكريتيك (الإنجليزية)
- الرحلة 2: الجزيرة الغامضة على موقع روتن توميتوز (الإنجليزية)
- الرحلة 2: الجزيرة الغامضة على موقع نتفليكس (الإنجليزية)
- الرحلة 2: الجزيرة الغامضة على موقع قاعدة بيانات الأفلام العربية
- الرحلة 2: الجزيرة الغامضة على موقع ألو سيني (الفرنسية)
- الرحلة 2: الجزيرة الغامضة على موقع Turner Classic Movies (الإنجليزية)
- الرحلة 2: الجزيرة الغامضة على موقع أول موفي (الإنجليزية)
- الرحلة 2: الجزيرة الغامضة على موقع بوكس أوفيس موجو (الإنجليزية)
- الرحلة 2: الجزيرة الغامضة على موقع فيلمافينيتي (الإسبانية)